# 데모나사
데모나사(Demonassa)는 그리스 신화에 나오는 암피아라오스와 에리필레 사이에서 태어난 딸이다. 이 데모나사는 폴리네이케스와 아르게이아의 아들 테르산드로스와 결혼하여 아들 티사메노스를 낳았다. 테르산드로스는 트로이 전쟁에 참가했다가 텔레포스의 창에 찔려 죽었으며, 티사메노스가 왕위를 이었다.